# Piotr Wozniacki
Piotr Woźniacki (født 1963 i Polen) er en tidligere polsk fodboldspiller. I dag er han fuldtidstræner i tennis og dansk landstræner for kvindelandsholdet i tennis sammen med Michael Mortensen. 
Piotr Wozniacki, som var angrebsspiller, spillede i Polen for Miedź Legnica og Zagłębie Lubin var derefter en tid i SV Waldhof Mannheim, som dengang spillede i Bundesligaen. Derefter kom han til Danmark 1985, hvor han spillede for B.1909 i Odense indtil han tre år senere blev tvunget til at stoppe karrieren på grund af en skade. Derefter blev han og familien i Danmark og bosatte sig i Køge og senere i Farum.
Piotr Wozniacki er uddannet idrætslærer, men har ingen uddannelse som tennistræner. Han træner, og er far til den danske tennisspiller Caroline Wozniacki og til Patrik Wozniacki, som spiller fodbold i Brønshøj. Piotr Wozniacki er gift med Anna Stefaniak som spillede volleyball for Polens landshold.